# Rumex thyrsiflorus
Rumex thyrsiflorus là một loài thực vật có hoa trong họ Rau răm. Loài này được Fingerh. miêu tả khoa học đầu tiên năm 1829.